# Nicolas Limbach

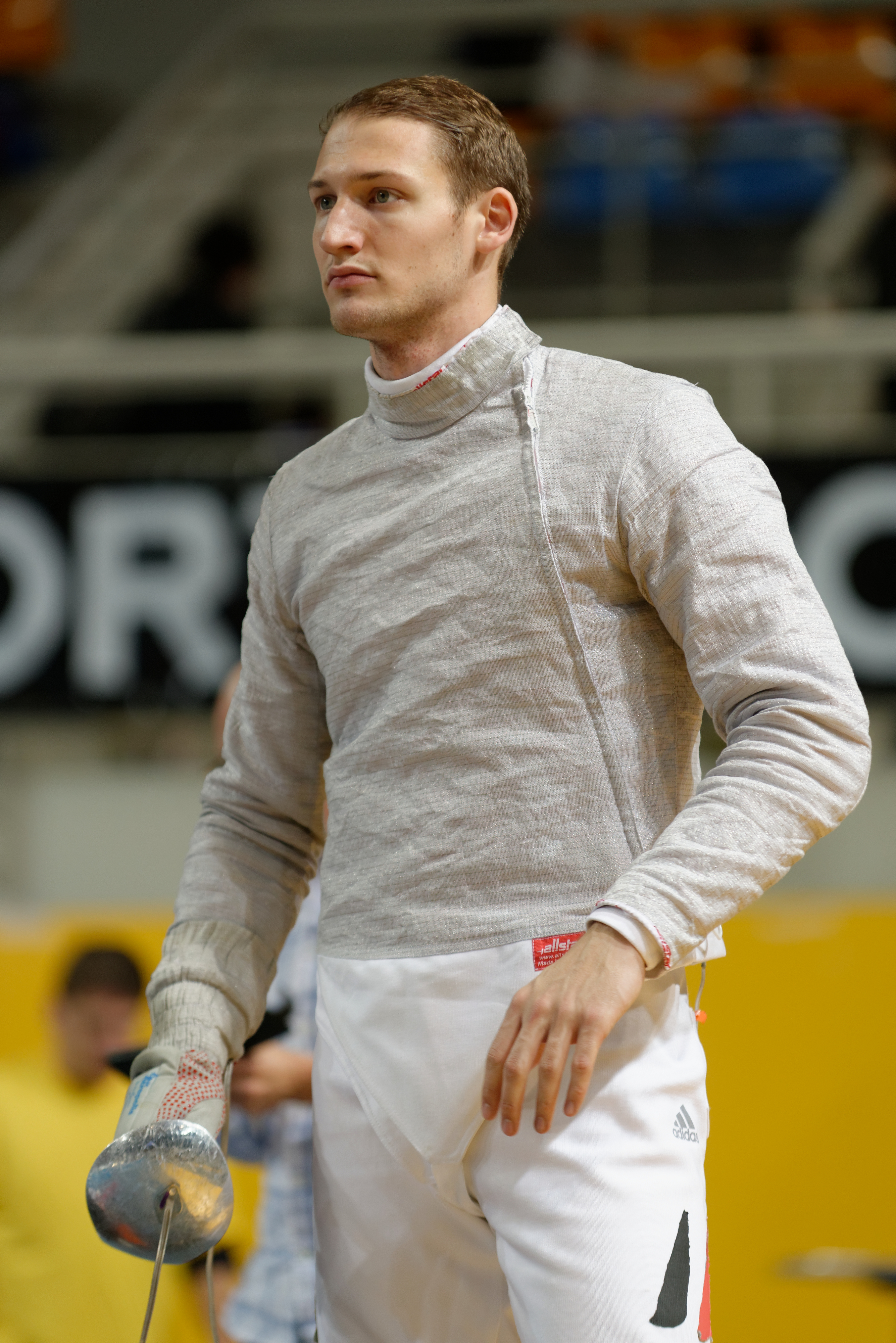
Nicolas Limbach, Juni 2013

Nicolas Limbach (* 29. Dezember 1985 in Eupen, Belgien) ist ein ehemaliger deutscher Säbelfechter. Er wurde Weltmeister 2009 und 2014 sowie siebenfacher deutscher Meister und war zweimaliger Teilnehmer an den Olympischen Spielen.

## Leben und Karriere
Seine bisher größten Erfolge sind der Weltmeistertitel bei der Junioren-WM 2005 in Linz, Österreich, der dritte Platz bei den Weltmeisterschaften im Einzel 2007 und in Antalya 2009 die Herrensäbel Einzel-Weltmeisterschaft, die er nach dem Finale gegen den Rumänen Rareș Dumitrescu gewann.
Mit der Silbermedaille bei der WM 2011 in Catania errang Limbach sein viertes WM-Edelmetall in Folge nach Bronze 2007 in St. Petersburg, Gold 2009 in Antalya und Silber 2010 in Paris. 2014 wurde er in Kasan mit der deutschen Nationalmannschaft Weltmeister vor Korea. Er gewann im Lauf seiner Karriere 16 Weltcups und drei Mal den Gesamtweltcup. Nicolas Limbach ist damit der einzige deutsche Säbel-Weltmeister nach Felix Becker, der 1994 die Weltmeisterschaft gewann.
Nicolas Limbach focht für den TSV Bayer Dormagen, seine Schwester Anna ficht ebenfalls dort. Neben dem Sport studierte Limbach ab März 2006 International Business Administration, an der Hochschule Fresenius.

## Wichtige sportliche Erfolge

### Olympische Spiele
- 2008 - 9. Platz Olympische Spiele Peking
- 2012 - 5. Platz Olympische Spiele London
- 2012 - 5. Platz Olympische Spiele London (Mannschaft)

### Internationale Meisterschaften
- 2004 –  Europameister Junioren
- 2004 –  Europameister Junioren (Mannschaft)
- 2005 –  Weltmeister Junioren
- 2005 –  Weltmeister Junioren (Mannschaft)
- 2007 –  3. Platz Weltmeisterschaften St. Petersburg
- 2008 –  3. Platz Europameisterschaften Kiew
- 2009 – Weltcup Gesamtsieger
- 2009 –  Weltmeister Antalya
- 2010 –  2. Platz Europameisterschaften Leipzig
- 2010 –  3. Platz Europameisterschaft Leipzig (Mannschaft)
- 2010 –  2. Platz Weltmeisterschaften Paris
- 2010 – Weltcup Gesamtsieger
- 2011 –  2. Platz Europameisterschaften Sheffield (Mannschaft)
- 2011 –  2. Platz Weltmeisterschaften Catania
- 2012 –  3. Platz Europameisterschaften Legnano (Mannschaft)
- 2012 – Weltcup Gesamtsieger
- Weltranglistenführung von Juni 2009 bis Februar 2011
- 2014 –  Weltmeister Kasan (Mannschaft)

### Weltcupsiege
- 2005 – Athen
- 2006 – Athen, Padua
- 2007 – Istanbul, Isla de Margarita
- 2008 – Athen, Tunis
- 2009 – Plowdiw
- 2010 – Plowdiw, Warschau
- 2012 – Plowdiw, Padua, Budapest, Madrid
- 2013 – Budapest
- 2015 – Seoul

### Deutsche Meisterschaften
- 2004 – Deutscher Junioren-Meister
- 2006 – Deutscher Meister
- 2007 – Deutscher Meister
- 2008 – Deutscher Mannschaftsmeister
- 2009 – Deutscher Meister
- 2011 – Deutscher Meister
- 2012 – Deutscher Meister
- 2014 – Deutscher Mannschaftsmeister